# Kanton Waldfischbach
Der Kanton Waldfischbach (franz.: Canton de Waldfischbach) war eine von acht Verwaltungseinheiten, in die sich das Arrondissement Zweibrücken (franz.: Arrondissement de Deux-Pont) im Departement Donnersberg (franz.: Département du Mont-Tonnerre) gliederte. Der Kanton war in den Jahren 1798 bis 1814 Teil der Ersten Französischen Republik (1798–1804) und des Ersten Französischen Kaiserreichs (1804–1814). Hauptort (chef-lieu) war Waldfischbach.
Nachdem die Pfalz 1816 zum Königreich Bayern gekommen war, wurden die Kantone zunächst beibehalten und waren Teile der Verwaltungsstruktur bis 1852.
Das Verwaltungsgebiet lag hauptsächlich im Landkreis Südwestpfalz in Rheinland-Pfalz.

## Gemeinden und Mairies
Nach einer amtlichen Tabelle aus dem Jahre 1811 gehörten zum Kanton Waldfischbach folgende Gemeinden, die verwaltungsmäßig Mairies zugeteilt waren (Ortsnamen in der damaligen Schreibweise); die Einwohnerzahlen (Spalte „EW 1815“) sind einer Statistik von 1815 entnommen; die Spalte „vor 1792 zugehörig“ nennt die landesherrliche Zugehörigkeit vor der französischen Inbesitznahme.
| Gemeinde      | Mairie        | EW 1815 | vor 1792 zugehörig   | Anmerkungen                                    |
| ------------- | ------------- | ------- | -------------------- | ---------------------------------------------- |
| Burgalben     | Waldfischbach | 410     | Hanau-Lichtenberg    | seit 1969 Ortsteil von Waldfischbach-Burgalben |
| Clausen       | Merzalben     | 460     | Markgrafschaft Baden |                                                |
| Geiselberg    | Heltersberg   | 350     | Kurpfalz             |                                                |
| Haarsberg     | Zeselberg     | 170     | Herrschaft Landstuhl | seit 1969 Ortsteil von Weselberg (Harsberg)    |
| Heltersberg   | Heltersberg   | 650     | Kurpfalz             |                                                |
| Hermersberg   | Horrbach      | 435     | Herrschaft Landstuhl |                                                |
| Herschberg    | Herschberg    | 650     | Leiningen-Dagsburg   |                                                |
| Hettenhausen  | Zeselberg     | 172     | Leiningen-Dagsburg   |                                                |
| Hocheinöd     | Hocheinöd     | 675     | Hanau-Lichtenberg    | heute Höheinöd                                 |
| Horrbach      | Horrbach      | 315     | Herrschaft Landstuhl | heute Horbach                                  |
| Laimen        | Merzalben     | 340     | Markgrafschaft Baden | heute Leimen                                   |
| Merzalben     | Merzalben     | 360     | Markgrafschaft Baden |                                                |
| Saalstadt     | Herschberg    | 260     | Leiningen-Dagsburg   |                                                |
| Schauerberg   | Herschberg    | 140     | Herrschaft Landstuhl |                                                |
| Schmalenberg  | Waldfischbach | 370     | Kurpfalz             |                                                |
| Schopp        | Waldfischbach | 140     | Kurpfalz             |                                                |
| Steinalben    | Heltersberg   | 75      | Kurpfalz             |                                                |
| Wahlalben     | Herschberg    | 300     | Leiningen-Dagsburg   | heute Wallhalben                               |
| Waldfischbach | Waldfischbach | 350     | Kurpfalz             | seit 1969 Ortsteil von Waldfischbach-Burgalben |
| Weselberg     | Zeselberg     | 240     | Herrschaft Landstuhl |                                                |
| Zeselberg     | Zeselberg     | 213     | Herrschaft Landstuhl | seit 1969 Ortsteil von Weselberg               |

## Geschichte
Vor der Annexion des Linken Rheinufers in den französischen Revolutionskriegen (1794) gehörten die Ortschaften des im Jahre 1798 eingerichteten Verwaltungsbezirks des Kantons Waldfischbach landesherrlich zu insgesamt fünf Territorien.
Von der französischen Direktorialregierung wurde 1798 die Verwaltung des Linken Rheinufers nach französischem Vorbild reorganisiert und damit u. a. eine Einteilung in Kantone übernommen. Die Kantone waren zugleich Friedensgerichtsbezirke. Der Kanton Waldfischbach gehörte zum Arrondissement Zweibrücken im Departement Donnersberg und gliederte sich in 21 Gemeinden, die von sieben Mairies verwaltet wurden. Um das Jahr 1801 lebten im Kanton 5.129 Einwohner, davon 2.137 Katholiken, 2.843 Protestanten und 144 Juden.
Nachdem im Januar 1814 die Alliierten das Linke Rheinufer wieder in Besitz gebracht hatten, wurde im Februar 1814 das Departement Donnersberg und damit auch der Kanton Waldfischbach Teil des provisorischen Generalgouvernements Mittelrhein. Nach dem Pariser Frieden vom Mai 1814 wurde dieses Generalgouvernement im Juni 1814 aufgeteilt, das Departement Donnersberg wurde der neu gebildeten Gemeinschaftlichen Landes-Administrations-Kommission zugeordnet, die unter der Verwaltung von Österreich und Bayern stand.

## Bayerischer Kanton Waldfischbach
Aufgrund der auf dem Wiener Kongress getroffenen Vereinbarungen kam das Gebiet im Juni 1815 zu Österreich. Die gemeinschaftliche österreichisch-bayerische Verwaltung wurde vorerst beibehalten. Am 14. April 1816 wurde zwischen Österreich und Bayern ein Vertrag geschlossen, in dem ein Austausch verschiedener Staatsgebiete vereinbart wurde. Hierbei wurden die linksrheinischen österreichischen Gebiete zum 1. Mai 1816 an das Königreich Bayern abgetreten.
Der Bayerische Kanton Waldfischbach gehörte im neu geschaffenen Rheinkreis zu dem aus dem vorherigen Arrondissement gebildeten Bezirk Zweibrücken. Nach der Untergliederung der Bezirke in Landkommissariate (1818) gehörte der Kanton Waldfischbach zum Landkommissariat Pirmasens, dem auch die Kantone Dahn und Pirmasens angehörten. 1852 wurde der Kanton Waldfischbach, so wie alle Kantone in der Pfalz, in eine Distriktsgemeinde umgewandelt.
Zum bayerischen Kanton Waldfischbach gehörten folgende Gemeinden (alle Orte in der amtlichen Schreibweise von 1817):
| - Burgalben - Geiselberg - Haarsberg - Heldersberg - Hermersberg - Herschberg - Hettenhausen | - Hocheinöd - Horbach - Klausen - Leimen - Merzalben - Saalstadt - Schauerberg | - Schopp - Schmalenberg - Steinalben - Wahlalben - Waldfischbach - Weselberg - Zeselberg |